# Ocoee (Floride)
Pour les articles homonymes, voir Ocoee.
Ocoee est une ville du comté d'Orange, en Floride, aux États-Unis. Selon le recensement de 2010, elle compte 35 579 habitants. Elle fait partie de la région métropolitaine d'Orlando–Kissimmee.

## Démographie
| 1930 | 1940 | 1950  | 1960  | 1970  | 1980  |
| ---- | ---- | ----- | ----- | ----- | ----- |
| 794  | 702  | 1 370 | 2 628 | 3 937 | 7 803 |

| 1990   | 2000   | 2010   | - | - | - |
| ------ | ------ | ------ | - | - | - |
| 12 778 | 24 391 | 35 579 | - | - | - |

| Groupe            | Ocoee | Floride | États-Unis |
| ----------------- | ----- | ------- | ---------- |
| Blancs            | 66,8  | 75,0    | 72,4       |
| Afro-Américains   | 17,5  | 16,0    | 12,6       |
| Autres            | 6,4   | 3,6     | 6,4        |
| Asiatiques        | 5,5   | 2,4     | 4,8        |
| Métis             | 3,4   | 2,5     | 2,9        |
| Amérindiens       | 0,4   | 0,4     | 0,9        |
| Total             | 100   | 100     | 100        |
|                   |       |         |            |
| Latino-Américains | 20,8  | 22,5    | 16,7       |

Selon l'American Community Survey, pour la période 2011-2015, 77,99 % de la population âgée de plus de 5 ans déclare parler l'anglais à la maison, 15,62 % déclare parler l'espagnol, 1,75 % une créole français, 0,83 % le tagalog, 0,73 % le vietnamien, 0,64 % le portugais, langue chinoise, 0,67 % le français et 4,77 % une autre langue.

## Histoire
La ville a longtemps été  déclarée Sundown town ; son passé tumultueux est lié au suprémacisme blanc. Voir Ocoee massacre (en) (novembre 1920).